# 대한민국 주민등록법
주민등록법(住民登錄法)은 행정사무의 편의를 위하여 대한민국에 거주하는 주민이 각자가 살고 있는 자치단체에 등록하는 제도이다. 주민의 거주관계와 인구의 동태를 명확히 해서 행정사무를 원활하게 처리할 수 있도록 1962년에 제정되었다.

## 제도
주민등록이라 함은 행정기관이 관할구역 안에 거주하는 주민의 거주상황과 이동실태를 파악하여 공부(公簿)에 기록하는 제도이다. 즉 주민등록은 사람의 동적 실태를 기록하는 제도인 데 반하여 호적은 고정되어 있는 사람의 혈연적 신분관계를 기록하는 제도인 점에 차이가 있다. 주민등록에 관한 사무는 시장(또는 구청장)·읍장·면장이 관장하는데, 주민등록증의 발급과 과태료의 징수를 제외하고는 그 권한을 출장소장이나 동장에게 위임할 수도 있다. 어느 시·읍·면에 30일 이상 거주할 목적으로 주소 또는 거소를 가진 자는 누구나 그가 거주하게 될 시의 출장소 또는 동이나 읍·면에 등록을 해야 한다. 그러나 30일 이상 살아도 거주할 목적이 없거나, 영내에 기거하는 군인은 그가 속하는 세대의 거주지에서 등록해야 하며, 영외에 거주하는 군인은 영외거주지에서 등록해야 한다. 외국인 중 치외법권을 가지지 않는 외국인은 출입국관리법에 의한 외국인 등록을 함으로써 주민등록에 갈음된다. 주민등록은 신고의무자가 자진하여서 신고하는 것이 원칙이고 호적신고를 함으로써 신고에 갈음될 수도 있으며 신고의무자가 등록을 하지 않으면 이를 관장하는 행정기관이 직권으로 등록하는 경우도 있다. 직권으로 등록할 경우 사실에 부합되지 않는 부당한 등록이 이루어질 가능성이 있으므로, 이를 구제하기 위해 직권처분을 하였다는 통지를 받은 날로부터 또는 공고된 날로부터 14일 이내에 시·읍·면장에게 이의를 신청할 수 있다. 이의신청을 받은 시·읍·면장은 신청을 받은 날로부터 10일 이내에 이를 심사하여 결정하고, 그 결과를 지체없이 신청인에게 통지해야 하며, 그 요구가 정당하다고 결정된 때에는 주민등록표를 회수하여 정정해야 한다. 이의신청에 대한 결정에 관하여 불복이 있는 사람은 그 통지를 받은 날로부터 14일 이내에 당해처분청의 직근상급기관(直近上級機關)에 재심청구를 할 수 있으며 이 재심청구를 받은 기관은 그 청구를 받은 날로부터 10일 이내에 심사·결정해야 한다. 재심결정에도 불복이 있으면 행정소송을 제기하여 그 변경을 요구할 수 있다. 주민등록법에 의한 주민등록지는 다른 법률에 특별규정이 없는 한 공법관계에서의 주소로 본다. 즉 주민등록지를 주소로 취급함으로써 행정상의 편의를 도모하고 있다.

### 주민등록 신고
신고의무자는 소정서식의 신고서에 의해 시(市)의 동장·읍장·출장소장에게 등록신고를 해야 한다. 신고에는 등록신고·정정신고·말소신고·퇴거신고·전입신고·복귀신고·신거주지변경신고·해외이주신고 등이 있는데 신고의 사유가 발생된 날로부터 14일 이내에, 해외이주신고(海外移住申告)만은 출국 전에 신고를 해야 한다. 신고해야 할 의무를 부담하는 사람을 신고의무자라고 하며 보통의 경우에는 세대주가 신고하는 것이 원칙이지만 만약 세대주가 신고할 수 없을 때에는 세대관리자 또는 등록하고자 하는 본인이 스스로 신고한다. 합숙소에서 거주하는 사람의 주민등록은 합숙소 단위로 등록하게 되는데 이 때에는 숙소의 관리인이 신고의무자로 된다. 주민등록에 관한 모든 신고는 서면 또는 구술로써 할 수 있다. 서면에 의한 신고는 소정 서식에 의해 신고인이 필요한 사항을 기재하여 신고하는 것인데 이때 대리인이나 사자(使者)로 하여금 제출하게 하거나 또는 우송하여서 신고할 수 있다. 구술에 의한 신고는 신고의무자가 주민등록관장기관에 출두하여 신고하는 것을 말하는데 이때에는 구술신고를 받은 공무원이 필요한 사항을 기재·작성하고 이를 신고인에게 들려준 다음 신고인이 서명 날인하도록 한다. 신고중 주민등록 정정신고에서는 호적관계증명서, 병역관계증명서 등 필요한 증명서를 각각 신고서에 첨부하여서 신고해야 한다.

### 주민등록의 정정 및 말소
주민등록된 사항이 사실과 다르거나 또는 변동이 생긴 경우 이미 등록된 사항을 올바로 고치는 것을 등록의 정정이라고 하는데, 정정하는 방법에는 신고·직권조치·이의신청·호적신고에 의한 정정 등의 네 가지 방법이 있다. 신고에 의한 정정은 주민등록된 사항에 변동이 생긴 경우 신고의무자의 신고에 의하여 정정하는 경우로서, 그 정정하고자 하는 사항을 증명하는 서류의 제출이 필요하다. 직권조치에 의한 정정은 신고기간 내에 신고의무자가 정정 신고를 하지 않거나, 최고를 받고 공고기간이 경과하여도 신고를 하지 않을 때 직권으로 정정사항을 정정하는 것을 말한다. 이의(異議)신청에 의한 정정은 직권조치에 의한 정정에 대하여 이의신청이나 재심청구를 함으로써 정정하는 방법이다. 호적신고에 의한 정정은 호적정정을 함으로써 주민등록도 정정되는 것을 말한다. 주민등록자가 사망하거나 이중등록자로 판명된 때 그리고 세대의 구성원이 퇴거한 때에는 등록된 사항을 없애 버려야 하는데 이를 등록의 말소라고 한다. 말소하는 경우에도 정정과 마찬가지로 여러 가지 방법이 있다. 말소를 하면 주민등록증을 회수하는데 다만 세대 중의 일부퇴거로 말소되는 때에는 주민등록증을 계속 소지할 수 있다....

### 주민등록번호
주민등록번호는 주민등록을 마친 사람에게 부여하는 일련번호이다. 모두 13자리의 숫자로 되어 있으며, 앞의 여섯 자리와 뒤의 일곱 자리는 줄표로 구분한다. 이 번호는 출생신고시 동사무소에서 부여하게 된다. 주민등록번호는 고유한 것이기 때문에, 대한민국 내에서 본인 확인 수단으로 가장 널리 쓰인다.

### 주민등록증
주민등록증(문화어: 공민증)은 주민이 거주지역에서 주민등록법에 의한 주민등록을 필하였다는 사실을 공증하는 증명서로, 만 17세 이상의 대한민국 국민은 누구나 발급받아야 한다. 단, 호적과 병적이 확인된 사람이라야만 받을 수 있다. 일반 대화체에서 명칭은 “주민증” 또는 “민증”이라고 줄여서 말한다. 주민등록증에는 사진, 한글 이름, 한자 이름, 주민등록번호, 오른손 엄지손가락의 지문, 거주지가 기록되며, 거주지 관할 기초자치단체장의 확인이 첨가된다.
처음에는 종이에 사진을 부착하고 압인을 찍는 형태로, 위·변조가 쉬웠다. 주민등록증의 위조 및 변조를 막기 위해 최근에는 홀로그램이 부착된 ISO 7810 ID-1 규격의 플라스틱 카드를 발급한다. 그러나 이마저도 위조가 발생하자, 행정자치부에서는 2008년 스마트카드식의 주민등록증을 시범 발급하였다.
조선민주주의인민공화국에서 주민등록증에 해당하는 증명서는 '공민증'(조선말)이다.

#### 주민등록증 발급·휴대·회수 규정
주민등록증의 발급은 시장 또는 군수의 명의로 발급되는데, 실질적인 발급업무는 동장, 읍면장이 담당한다. 발급을 할 때 발급대상자를 출두하도록 하여 본인인가를 확인한 후에 발급을 한다. 주민등록증을 발급할 때에는 수수료를 징수하지 못하며 어떠한 명목의 공과금도 징수할 수 없다. 주민등록증은 분실하거나 멸실하면 재발급을 신청할 수 있으며 주민등록증이 훼손되어 내용을 알아보기 곤란하거나 주소 이외의 기재사항이 변경되고 혹은 주소의 이동란이 부족하게 된 때에는 그 관장기관이 직권으로 재발급을 할 수 있다. 주민등록증을 발급받은 사람은 항상 이를 휴대해야 하며, 사법경찰관은 범인의 색출(索出) 등 그 직무를 수행함에서, 주민의 신원 또는 거주관계를 확인하지 아니할 수 없는 경우에는 주민등록증의 제시를 요구할 수 있고, 사법경찰관의 제시요구가있으면 이를 제시해야 한다. 그리고 민원서류의 제출을 하는 경우에 민원자의 본적·주소·성명·연령·병역사항 등을 확인할 필요가 있을 때에는 주민등록증에 의해 확인받을 수 있다. 주민등록증을 재발급하거나, 발급받은 사람이 사망한 때 발급받은 사람이 주민등록을 말소한 때, 발급받은 사람이 국외로 이주할 때에는 그 주민등록증을 회수한다.

### 외국인등록증
대한민국에 장기간 체류하는 외국인에게는, 대한민국 국민과 마찬가지로 일정한 규칙에 의해 생성된 일련번호인 외국인등록번호가 기재된 외국인등록증이 발급된다.

## 이색 사례
1. 김수정이 그린 만화 주인공 둘리는 2003년 부천시에서 주민등록증을 발급받았다.[1]
2. 이진주 교수가 그린 만화 주인공 하니는 2008년 이진주 교수가 살고 있는 서울 강동구에서 주민등록증을 발급받았다.[2]

## 같이 보기
- 주민등록
- 주민등록번호
- 청소년증: 주민등록증이 없는 만 13세 이상 18세 미만의 국민에게 비강제적으로 발급되는 신분 확인 증표이다.
- 주민등록 지문정보DB 사건